# Ahmet Muhamedbegovic
Ahmet Muhamedbegovic (* 30. Oktober 1998) ist ein österreichischer Fußballspieler.

## Karriere
Muhamedbegovic begann seine Karriere beim SC Untersiebenbrunn. Nach dessen Auflösung 2005 spielte er beim Nachfolger FC Untersiebenbrunn weiter. 2011 kam er in die AKA St. Pölten.
Zur Saison 2016/17 wechselte Muhamedbegovic zu den Amateuren des SKN St. Pölten. Nachdem er in der Regionalliga bis zur Winterpause jener Saison in jedem Spiel in der Startelf gestanden war, stand er im Dezember 2016 auch erstmals im Kader der Profis. In jenem Monat gab er schließlich auch sein Debüt in der Bundesliga, als er am 20. Spieltag gegen den FC Admira Wacker Mödling in der Startelf stand.
Im Juli 2018 wechselte er auf Kooperationsbasis zum Zweitligisten SKU Amstetten. Während der Kooperation absolvierte er 22 Partien in der 2. Liga für Amstetten, zudem spielte er in der Saison 2018/19 einmal für seinen Stammklub SKN. Zur Saison 2019/20 kehrte er wieder fest nach St. Pölten zurück. In insgesamt fünf Spielzeiten kam der Innenverteidiger zu 64 Bundesligaeinsätzen für die Niederösterreicher, in denen er drei Tore erzielte. Am Ende der Saison 2020/21 stieg der Klub aus der Bundesliga ab, woraufhin Muhamedbegovic den Verein nach fünf Jahren verließ.
Daraufhin wechselte er zur Saison 2021/22 in die Slowakei zum DAC Dunajská Streda. Für DAC kam er in zwei Jahren zu 42 Einsätzen in der Fortuna liga. Zur Saison 2023/24 wechselte er nach Slowenien zum NK Olimpija Ljubljana.